# Arenas de Iguña
Arenas de Iguña es un municipio y localidad española de la comunidad autónoma de Cantabria. Perteneciente a la comarca del Besaya, cuenta con una población de 1756 habitantes (INE 2024). El río Besaya, que discurre paralelo a la autovía Cantabria-Meseta, atraviesa el término municipal. 

## Símbolos
El municipio cuenta con escudo y bandera propia. La descripción del escudo es la siguiente:

Escudo dividido en mantel: 1 de plata, una cruz floronada y vacía de gules; 2 de azul, una torre de plata, 3 de gules una flor de lis de oro. Va timbrado con la corona real española.

## Geografía
Limita al norte con Cieza y con Los Corrales de Buelna, al oeste con Los Tojos, al sur con Molledo y Bárcena de Pie de Concha, y al este con Anievas y Corvera de Toranzo. Está situado en la comarca del Besaya, con la presencia del río Besaya, que discurre paralelo a la autovía Cantabria-Meseta. Es una de las localidades del Camino de Santiago del Norte: Ruta del Besaya.
El municipio se encuentra situado en uno de los valles por los que el río Besaya cuenta con una gran influencia. Este valle comunica con el valle de Buelna a través de la garganta de las Hoces del Besaya o Mediahoz. En el paisaje predominan las praderías.

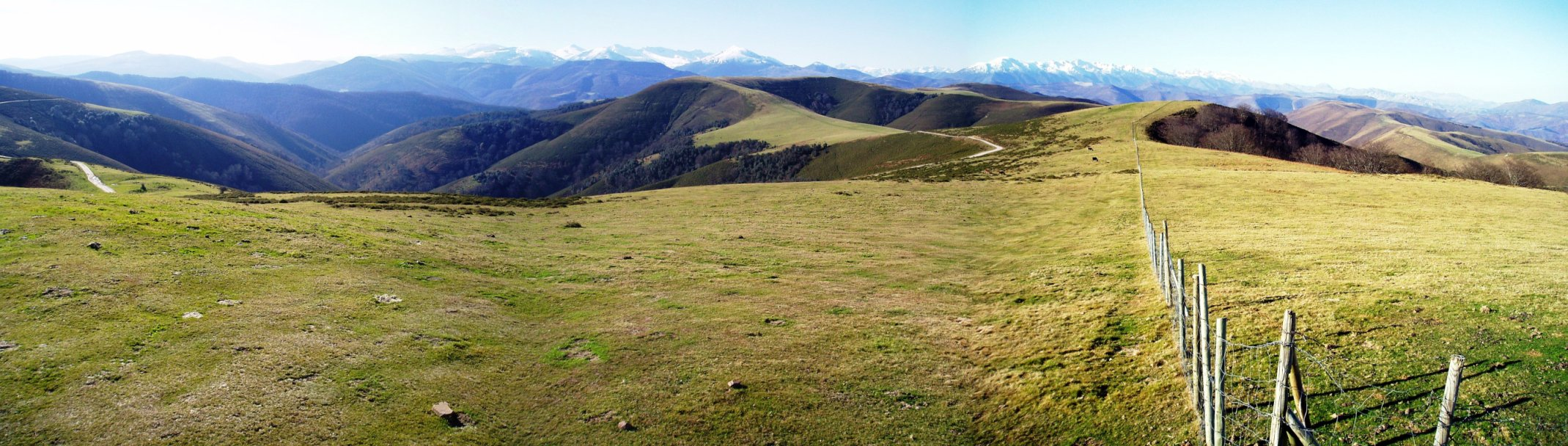
Vista panorámica desde el pico Tordías (968 m) en Arenas de Iguña

### Clima
El territorio municipal se ubica en la región climática de la Iberia Verde de clima Europeo Occidental. Su clima está clasificado como templado húmedo de verano fresco del tipo Cfb según la clasificación climática de Köppen.
Los principales rasgos del municipio a nivel general son unos inviernos suaves y veranos frescos, sin cambios bruscos estacionales. El aire es húmedo con abundante nubosidad y las precipitaciones son frecuentes en todas las estaciones del año, con escasos valores excepcionales a lo largo del año.
La temperatura media de la región ha aumentado en los últimos cincuenta años 0,6 °C, mientras que las precipitaciones ha experimentado un descenso del 10 %. Cada uno de los años de la serie 1981-2010 fueron claramente más secos y cálidos que los de la serie 1951-1980. Y todo indica que las fluctuaciones intra-estacionales del régimen termo-pluviométrico fueron más intensas durante el periodo 1981-2010.

## Historia

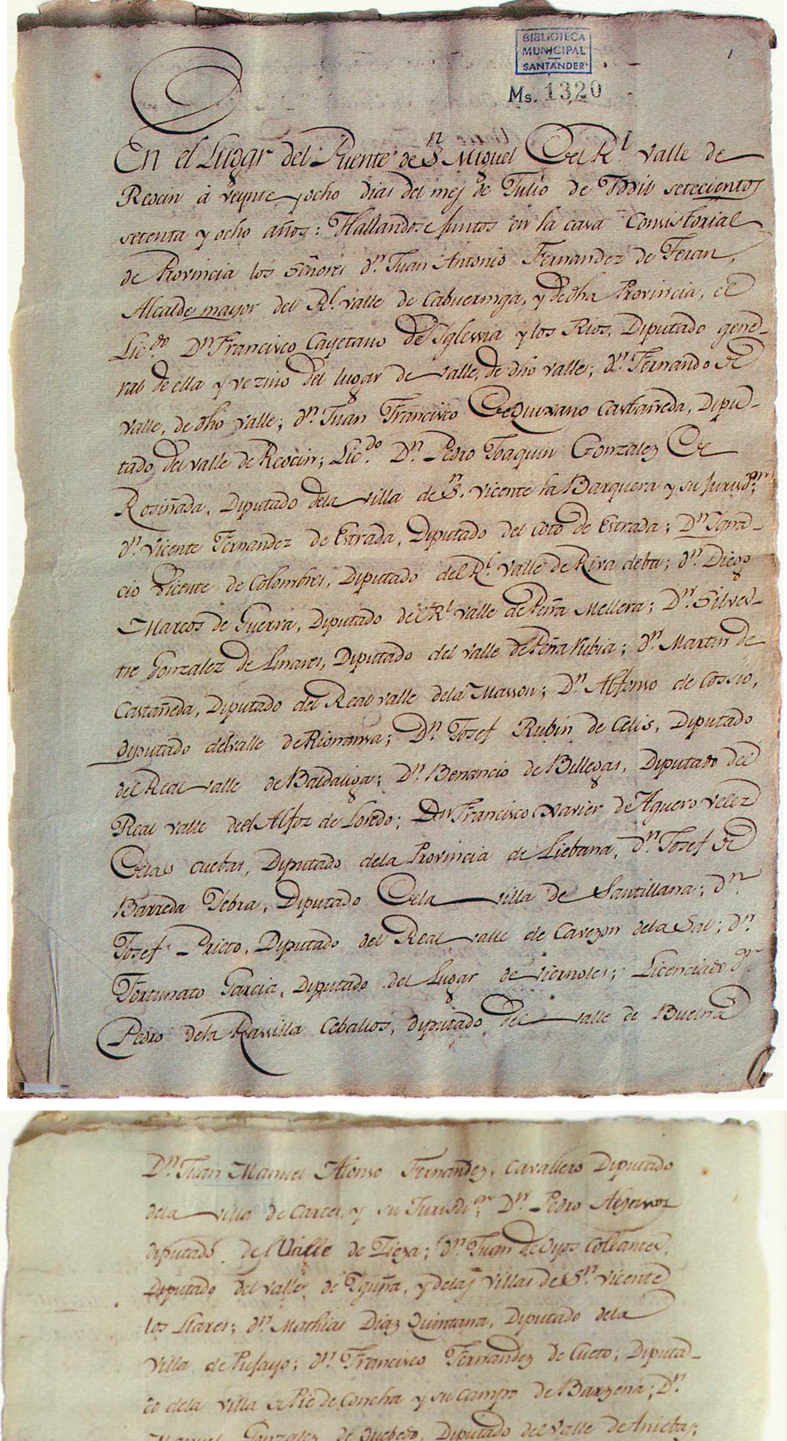
Acta de creación de la provincia (1778)

Durante el Antiguo Régimen Yguña fue uno de los numerosos señoríos que poseyeron en Cantabria los marqueses de Aguilar de Campoo, condes de Castañeda. En el acta de la creación de la provincia de Cantabria  el 28 de julio de 1778, queda reflejada la asistencia del Valle de Iguña junto con la villa de San Vicente de León y Los Llares.
Arenas de Iguña ha disfrutado históricamente de la ruta más importante de comercio de la región cántabra con la meseta castellana. Castros cántabros ponen de manifiesto la presencia desde hace siglos en estas tierras cuya actividad económica principal se centra en el sector primario combinándose con el secundario de los municipios industriales cercanos.
Hasta la reforma de la nomenclatura municipal de 1916 el municipio se llamaba simplemente Arenas. En dicha fecha su nombre fue modificado por el de Arenas de Iguña.

## Demografía
Arenas de Iguña cuenta con una población de 1756 habitantes (INE 2024).
| Gráfica de evolución demográfica de Arenas de Iguña entre 1842 y 2021 |
| |
| Población de derecho según los censos de población del INE Población de hecho según los censos de población del INEEn estos censos se denominaba Arenas: 1842, 1857, 1860, 1877, 1887, 1897, 1900 y 1910 Entre el censo de 1877 y el anterior, crece el término del municipio porque incorpora a Riovaldeiguña y a San Vicente de León y Los Llares |

Los rasgos típicos de la Cantabria interior se ven reflejados en los datos demográficos de Arenas de Iguña: una población envejecida y un saldo migratorio negativo que no fue compensado por un mayor número de nacimientos. Desde 1960 la población del municipio no ha dejado de disminuir.

## Administración y política

### Gobierno municipal
Pablo Gómez (PRC) es el actual alcalde del municipio.
| Periodo   | Nombre              | Partido | Partido                                 |
| --------- | ------------------- | ------- | --------------------------------------- |
| 2007-2011 | Ramón Morais Vallés |         | Partido Popular (PP)                    |
| 2011-act. | Pablo Gómez         |         | Partido Regionalista de Cantabria (PRC) |

| Partido político                         | 2023  | 2023  | 2023       | 2019  | 2019  | 2019       | 2015  | 2015  | 2015       | 2011  | 2011  | 2011       | 2007  | 2007  | 2007       | 2003  | 2003  | 2003       |
| Partido político                         | Votos | %     | Concejales | Votos | %     | Concejales | Votos | %     | Concejales | Votos | %     | Concejales | Votos | %     | Concejales | Votos | %     | Concejales |
| Partido Regionalista de Cantabria (PRC)  | 517   | 43,15 | 4          | 748   | 60,51 | 6          | 716   | 55,46 | 5          | 505   | 36,92 | 4          | 359   | 24,88 | 2          | 274   | 18,50 | 2          |
| Partido Popular (PP)                     | 408   | 34,05 | 3          | 309   | 25,00 | 2          | 408   | 31,60 | 3          | 595   | 43,49 | 4          | 722   | 50,03 | 5          | 704   | 47,54 | 5          |
| Partido Socialista Obrero Español (PSOE) | 262   | 21,86 | 2          | 170   | 13,75 | 1          | 145   | 11,23 | 1          | 194   | 14,18 | 1          | 354   | 24,53 | 2          | 338   | 22,82 | 2          |

### Organización territorial
A los habitantes de Arenas de Iguña se los conoce como iguñeses, arenses, valdeguiñeses, valdeses o valneros.
El municipio está formado por las siguientes localidades:
- Arenas de Iguña
- Bostronizo
- Cohiño
- Las Fraguas
- Los Llares
- Palacio
- Pedredo
- San Cristóbal
- San Juan de Raicedo
- San Vicente de León
- Santa Águeda
- La Serna

Arenas de Iguña es la capital del municipio. Dista 48 km de Santander, y está ubicada a 177 m sobre el nivel del mar. En 2017, esta localidad contaba con una población de 1690 habitantes.

## Economía
La industria de la zona se ha visto favorecida por la presencia de la autovía Cantabria-Meseta. Un 9,3 % de la población se dedica al sector primario, un 16,7 % a la construcción, un 29,7 a la industria y un 44,3 % al sector terciario. En el municipio la tasa de actividad es de 39,1 % y la tasa de paro es de 13,8 %, mientras que la media en Cantabria está en torno al 52,5 % y 14,2 % respectivamente.

## Patrimonio

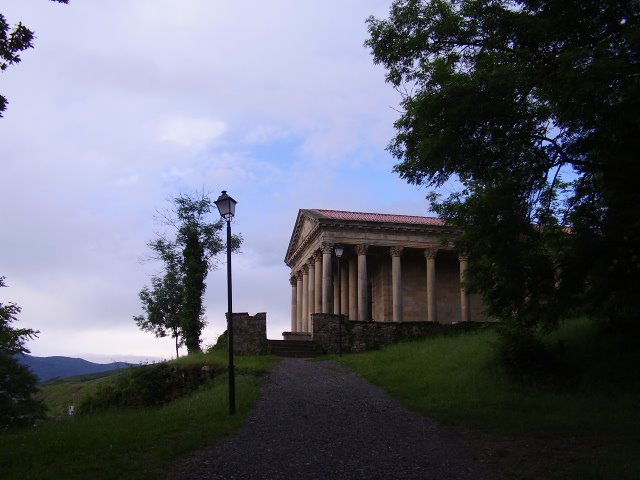
Iglesia neoclásica de San Jorge

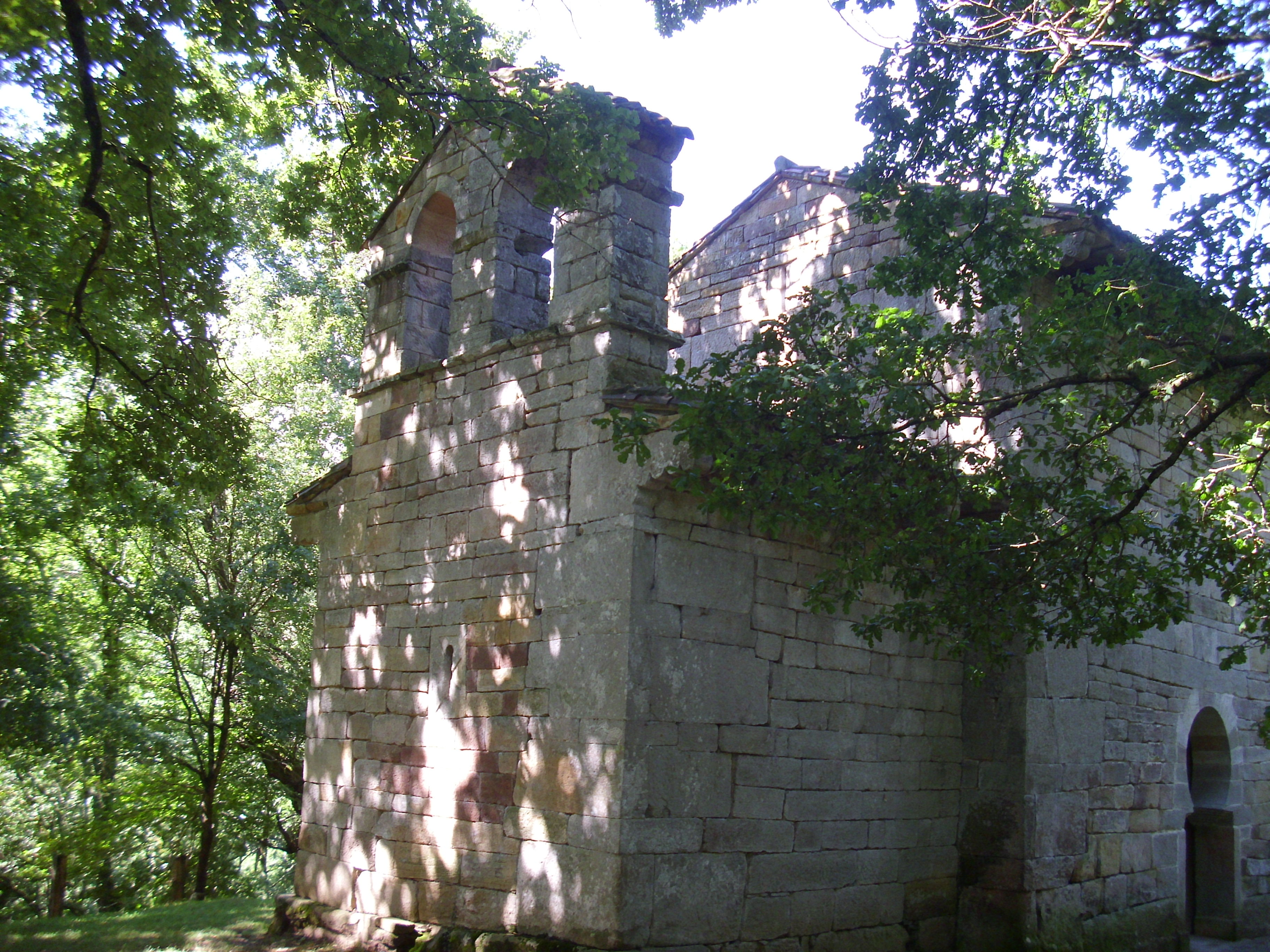
Ermita de San Román de Moroso

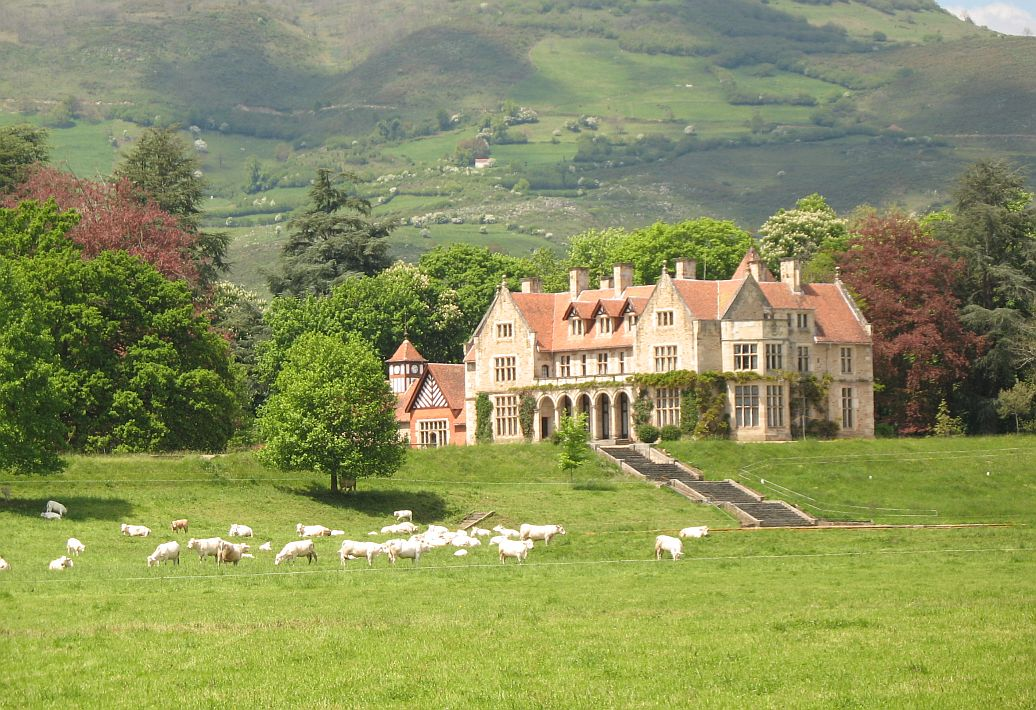
Palacio de los Hornillos, en la localidad de Las Fraguas. Mansión donde se rodaron los exteriores de la película Los otros de Alejandro Amenábar

En el patrimonio arquitectónico de esta localidad destaca «La Portalada de Mesones», declarada Bien Inventariado por resolución del 19 de febrero de 2002 (BOC de 4 de marzo). Según describe esta resolución de la Consejería de Cultura, la Portalada de Mesones tiene un cuerpo central que consta de dos pisos separados por un entablamento y un remate con cruz y bolas herrerianas. Toda la portalada está construida con piedra de sillería de buena factura. En el piso inferior se abre un arco de medio punto flanqueado por estrechas pilastras lisas. En el piso superior o ático aparece un escudo sin timbre y con una leyenda prácticamente borrada. En el campo del escudo aparecen, entre otros elementos, una banda de dragantes y diversas cruces, como la de Calatrava y Alcántara o la cruz de Santiago. Adosado al cuerpo central descrito aparece otro cuerpo con puerta de ingreso de arco de medio punto y cubo cilíndrico de flanqueo.
Destacan en este municipio los siguientes bienes de interés cultural:
- Ermita de San Román de Moroso de Bostronizo, arquitectura mozárabe (1931) con categoría de monumento.
- Es uno de los municipios a los que afecta la zona arqueológica denominada "Yacimientos de La Espina del Gallego, Cildá, El Cantón y Campo de Las Cercas"; los otros son Corvera de Toranzo, Anievas, Molledo, San Felices de Buelna y Puente Viesgo (Decreto 70/2002, de 6 de junio).
- Esculturas orantes de los Acebedos (siglo XVII) con la categoría de Mueble (2003). Se encuentran en el Palacio de "Los Hornillos" en Las Fraguas.

Además, están protegidos:
- Iglesia de San Juan de Raicedo, en San Juan de Raicedo, arquitectura románica, Bien de Interés Local (2003).
- Portalada de Mesones, en la localidad de Arenas de Iguña, siglo XVII, Bien Inventariado (2002).

Otros lugares de interés son:
- Palacio de los Hornillos, en Las Fraguas, arquitectura pintoresquista del siglo XIX.
- Viaducto de Pedredo en la autovía Cantabria-Meseta (A-67), 930 m de longitud.

### Fiestas
- Procesión de La Luz, en Las Fraguas (15 de julio) Fiesta de Interés Turístico Regional
- Nuestra Señora del Carmen, en Las Fraguas (16 de julio)
- Nuestra Señora de La Asunción, en Helecha - La Serna (15 de agosto)
- Nuestra Señora del Moral, en la Braña del Moral (sábado siguiente al 15 de agosto)

## Personas notables
Gerónimo de Villegas y Pérez de Cossío - agricultor, soldado, ingeniero naval y también fundador de Hacienda Santa Escolástica y Hacienda San José en Tanjay, y padre de dos presidentes municipales de Tanjay, Provencia de Negros Oriental, Las Islas de Filipinas: D. José Benito Atilano Joaquín Villegas Teves (1916-1922), Gobernador Provencia de Negros Oriental 1925-1932 y D. Joaquín Villegas Teves (1922-1931) durante el régimen estadounidense.